# Faux-la-Montagne
Faux-la-Montagne é uma comuna francesa na região administrativa da Nova Aquitânia, no departamento de Creuse. Estende-se por uma área de 47,89 km². Em 2010 a comuna tinha 439 habitantes (densidade: 9,2 hab./km²).